# Друцкий-Озерецкий, Андрей Иванович
Князь Андрей Иванович Друцкий-Озерецкий (ок. 1480 — январь 1558) — государственный деятель Великого княжества Литовского.

## Биография
Сын князя Ивана Федоровича Бабича. Наиболее значительный представитель рода Друцких-Озерецких.
Впервые упомянут в 1522 году вместе со своим братом Семеном, в том же году получил привилей за службу и землю в Титвинках в Долговской волости, которую в 1528 году продал Яну Заберезинскому. На дворянском смотре 1528 года князь Андрей Озерецкий выставил 8 всадников.
Помимо фамильной вотчины в Озерцах, Андрей Иванович унаследовал часть владений угасшей ветви князей Друцких-Красных: Худаву и Новое Село в бывшем Друцком княжестве. Из-за этих земель у него был конфликт с князем Дмитрием Романовичем Видиницким из ветви князей Любецких.
В 1541 году Сигизмунд II Август утвердил соглашение между Андреем, князьями Одинцевичами и Толочинскими о Друцком замке, который был предметом спора нескольких семей.
В 1547 году стал наместником Оршанским, сменив умершего князя Василия Толочинского.
Королевский придворный, он в 1551 году получил от великого князя имение Дусяты в Браславском повете. В том же году добился для оршанских мещан, разоренных войнами, освобождения от пошлин на десять лет.
24 декабря 1557 в Вильно составил завещание, разделив владения между сыновьями. Умер в январе 1558.

## Семья
Жена: Анна Васильевна Скепьевская (ум. 1559)
Дети:
- князь Иван Друцкий-Озерецкий (ум. до 1557)
- князь Василий Друцкий-Озерецкий (ок. 1510? — до 1582). Жена: Елизавета Йесман
- князь Богдан Друцкий-Озерецкий (ок. 1520?—1601). Жена: Полония Борисовна Микулич
- князь Михаил Друцкий-Озерецкий (ум. после 1561)
- княжна Мария Друцкая-Озерецкая (ум. 1565). Муж 1) Остафий Васильевич Тышкевич; 2) (1559): Павел Каспрович Островицкий